# سیارک ۵۸۵۷۸
سیارک ۵۸۵۷۸ (به انگلیسی: 58578 Zidek، نامگذاری:1997SP2) پنجاه و هشت هزار و پانصد و هفتاد و هشتمین سیارک کشف شده‌است که در ۲۴ سپتامبر ۱۹۹۷ کشف شد.